# Rhipidomys tribei
Rhipidomys tribei é uma espécie de mamífero da família Cricetidae. Endêmica do Brasil, onde pode ser encontrado nos estados do Rio de Janeiro e São Paulo.